# Front islamique du travail
Pour les articles homonymes, voir Front islamique.
 (août 2009).
Si vous disposez d'ouvrages ou d'articles de référence ou si vous connaissez des sites web de qualité traitant du thème abordé ici, merci de compléter l'article en donnant les références utiles à sa vérifiabilité et en les liant à la section « Notes et références ».
Fondé en 2006, le Front islamique du travail est un rassemblement de plusieurs partis et personnalités musulmanes sunnites du Liban. Il est issu d’une dissidence de la branche libanaise des Frères musulmans, la Jamaa Islamiya. Basé à Tripoli, il était dirigé par Fathi Yakan.
Le Front islamique du travail est membre de l’opposition et allié du Hezbollah. À Tripoli, il fait alliance avec le Mouvement d'unification islamique.